# Centinela Avenue
Centinela Avenue – aleja w hrabstwie Los Angeles biegnąca w przede wszystkim z północy na południe. Składa się z dwóch rozdzielonych odcinków: w pierwszym zaczyna się przy Brentwood Country Club w Santa Monica kończy przy Porcie Lotniczym Santa Monica. W drugim odcinku Centinela Ave rozpoczyna się jako przedłużenie Bundy Drive, poniżej lotniska. Na przecięciu z Jefferson Bolevard skręca na wschód, po czym kończy się w Inglewood.